# 1443 Руппіна
1443 Руппіна (1443 Ruppina) — астероїд головного поясу, відкритий 29 грудня 1937 року.
Тіссеранів параметр щодо Юпітера — 3,271.
Назва за містом Нойруппін у Прусії.